# Saint-Priest-Taurion
Saint-Priest-Taurion este o comună în departamentul Haute-Vienne din centrul Franței. În 2009 avea o populație de 2.736 de locuitori.

## Evoluția populației
| An        | 1975  | 1982  | 1990  | 1999  | 2006  | 2009  |
| --------- | ----- | ----- | ----- | ----- | ----- | ----- |
| Populație | 1.690 | 2.266 | 2.506 | 2.613 | 2.675 | 2.736 |